# Walter Rutherford
Walter Mathers Rutherford (Scottish Borders, 6 mei 1870 – Londen, 9 oktober 1936) was een Schotse golfer, die meedeed aan de Olympische Zomerspelen 1900 in Parijs.
Rutherford won de zilveren medaille met een score van 168 over 36 holes. De Amerikaan Charles Sands won met 167 slagen.
Hij was lid van de Jedburgh Golf Club in Jedburgh, destijds een 9-holesbaan die door Willie Park jr. aan het einde van de 19e eeuw werd ontworpen.